# Großes Palais (Bad Doberan)

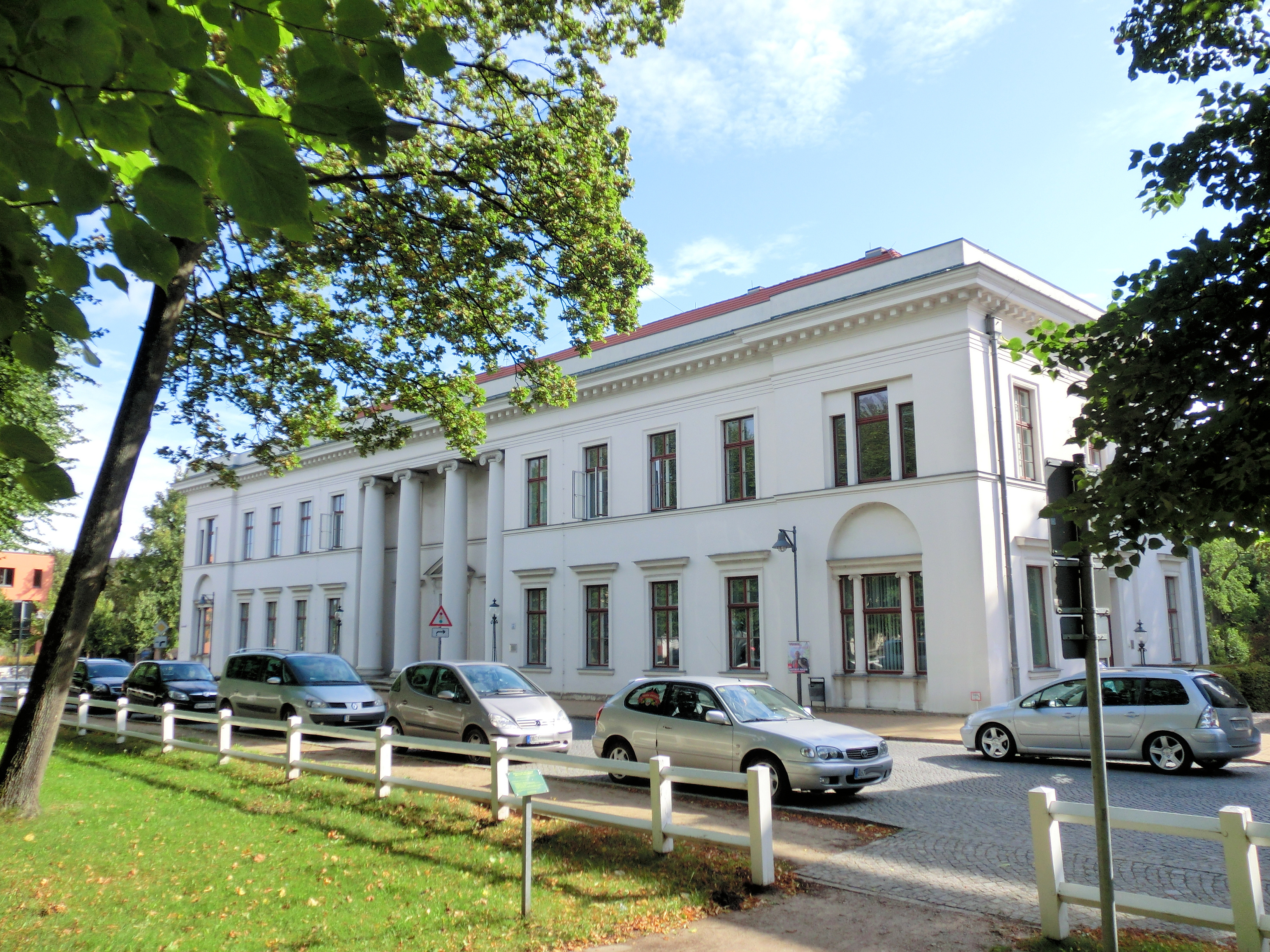
Großes Palais

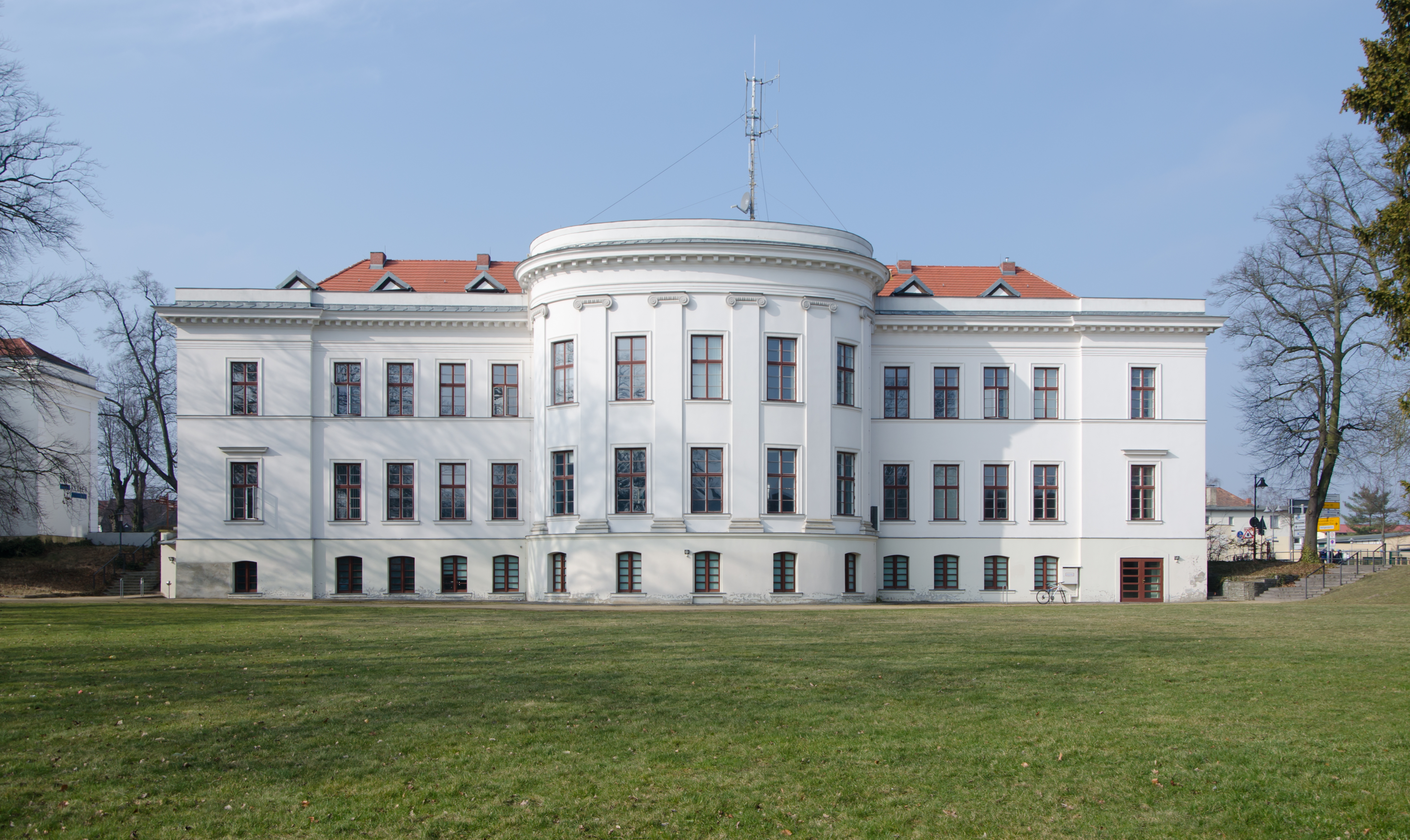
Rückseite

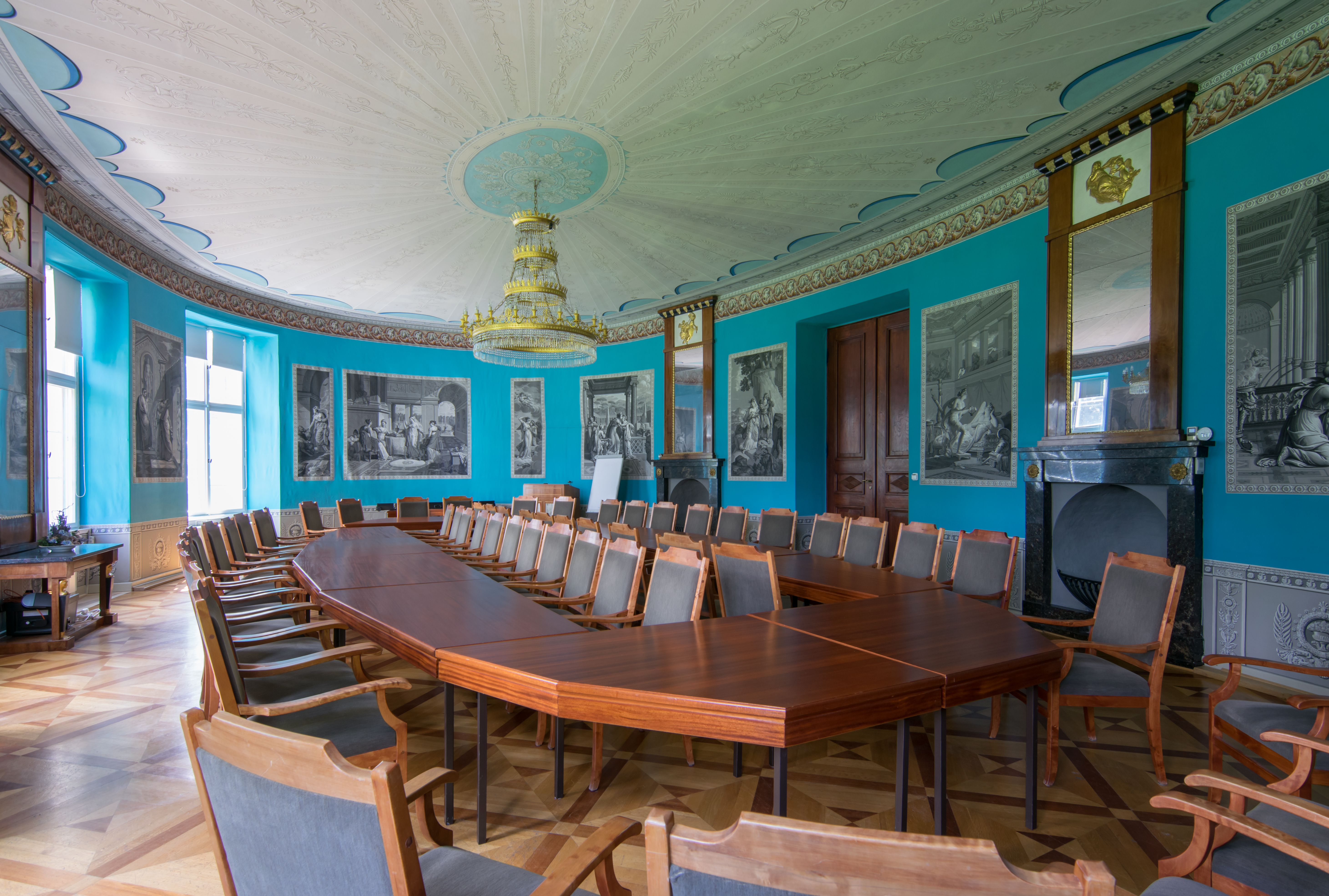
Ovaler Saal

Das Große Palais ist ein denkmalgeschütztes Profangebäude in Bad Doberan im Landkreis Rostock (Mecklenburg-Vorpommern).

## Geschichte und Architektur
Von 1806 bis 1809 wurde das ehemalige Großherzogliche Palais nach Plänen von Carl Theodor Severin in Anlehnung an klassizistische Bauten seiner Lehrer Carl Gotthard Langhans und Friedrich Gilly errichtet. Das Hauptgesims kragt vor, die Attika ist niedrig. Die Portalnische in der Mitte befindet sich hinter vier eingestellten ionischen Säulen. Hinter dem Foyer ist das obere Geschoss durch eine einläufige Treppe begehbar. Die seitlichen Räume in beiden Geschossen sind durch einen Querflur erschlossen.
Der Ovale Saal ist mit einer französischen Bildtapete ausgestattet, sie zeigt die Geschichte von Amor und Psyche und wurde von L. Lafitte und Merry-Joseph Blondel entworfen. Die Tapete in der Art der Grisaille wurde vermutlich um 1820 bei Dufour in Paris gedruckt.
Das Große Palais wird als Verwaltungsgebäude des Landkreises genutzt.

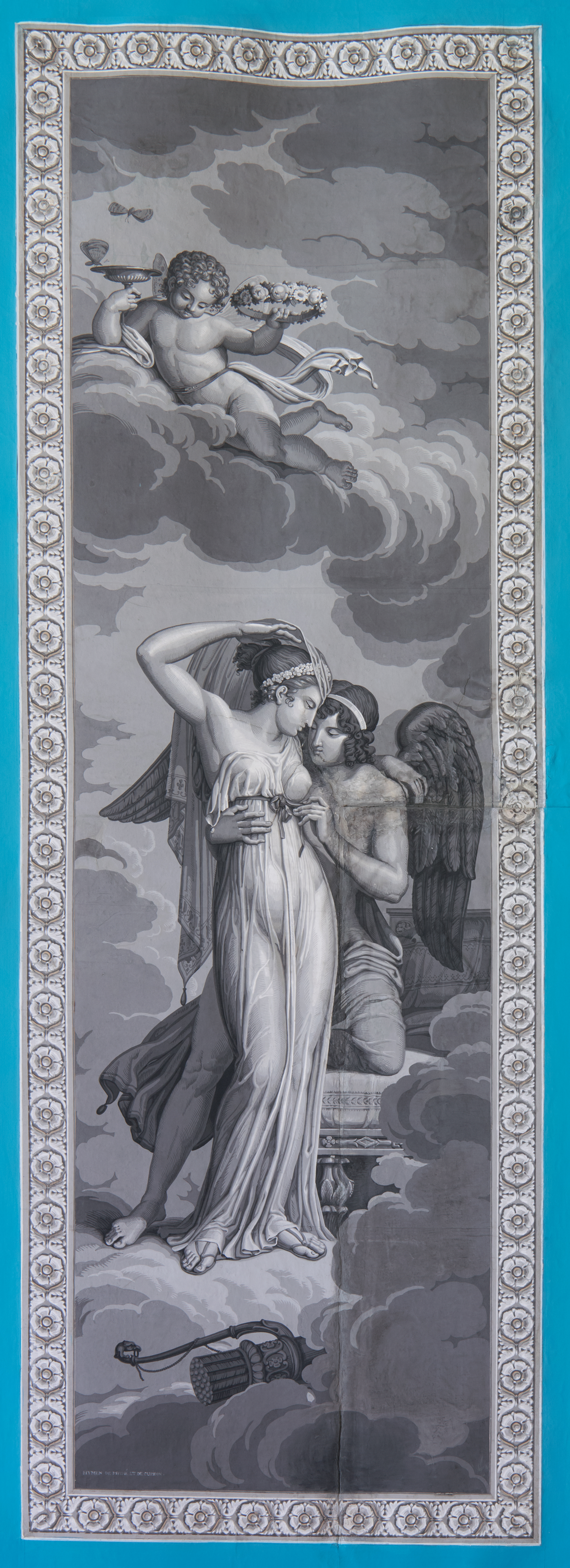
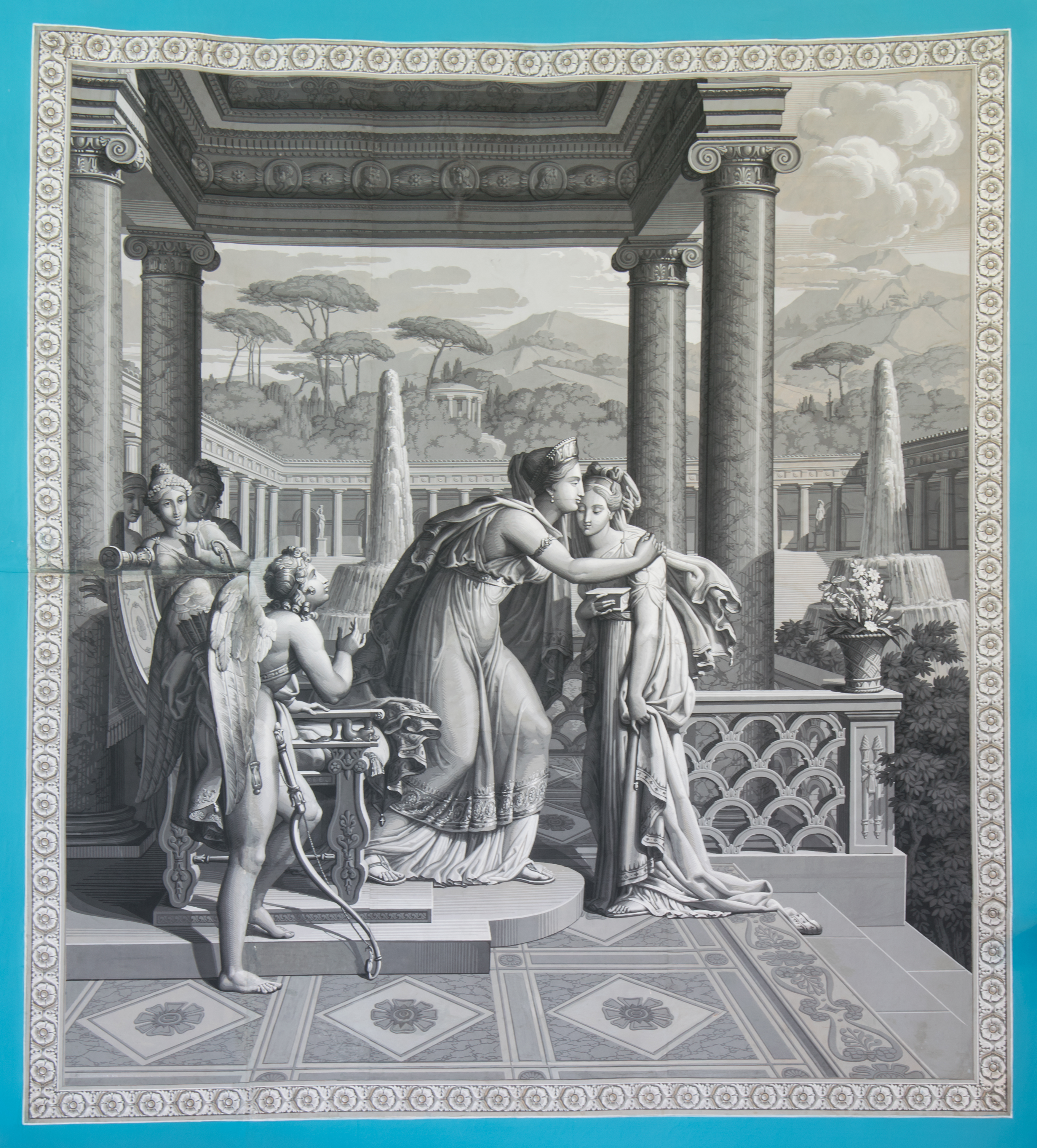
Teile der Tapete im Ovalen Saal
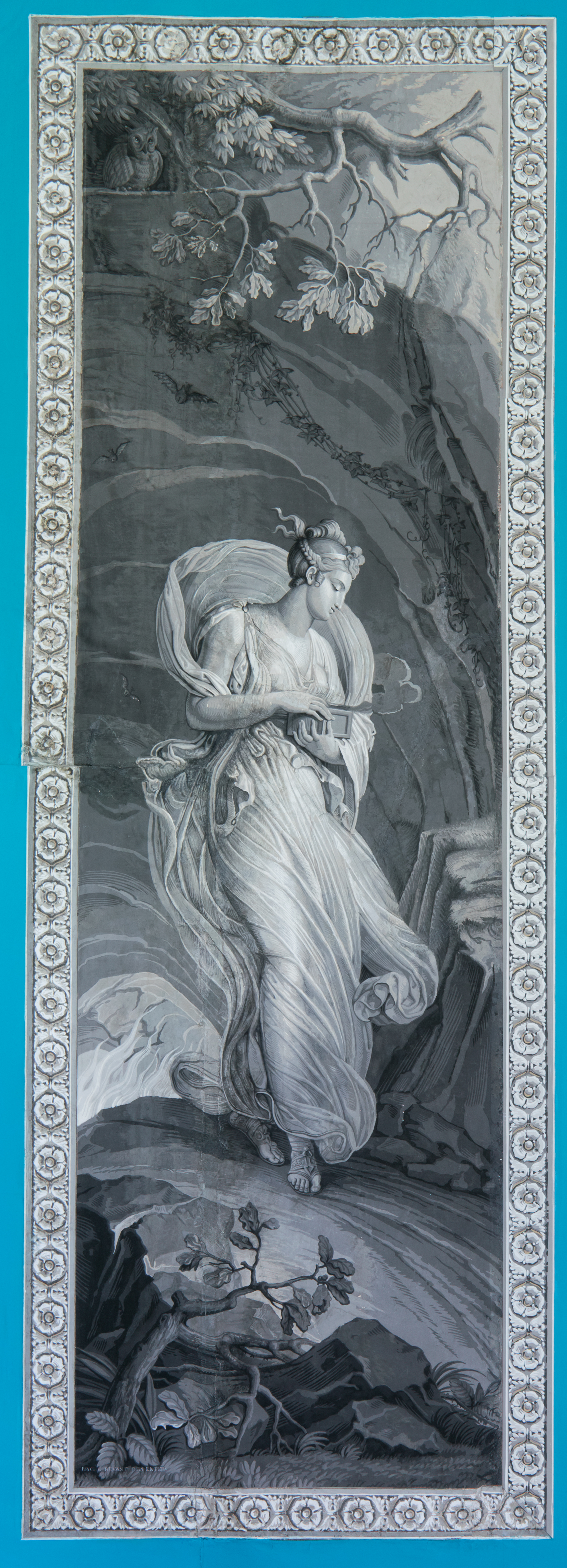